# Thomas Kluge
Thomas Kluge Larsen (født 6. marts 1969 i Glostrup) er en dansk portrætmaler der maler i en nyrealistisk og Rembrandt-agtig stil. 
Kluge havde et ophold på Kunsthøjskolen i Holbæk 1991,
men er ellers selvlært.
Kluge debuterede i 1993 på Kunstnernes Efterårsudstilling. 
I 1994 udstillede han maleriet Mens vi venter på Charlottenborgs forårsudstilling,
og i 2002 udstillede han på Nivaagaards Malerisamling.
57 af hans malerier udstilledes på separatudstillingen, To be or not to be, på Kronborg i 2009.
Udstillingen flyttede i 2010 videre til Kunsten i Aalborg. 
Blandt hans værker er to fotorealistiske portrætter af dronning Margrethe 2. og et af kronprins Frederik.
Kluges andre portrætter er af hans farmor, af skibsreder Mærsk Mc-Kinney Møller, Københavns biskop Erik Norman Svendsen og forhenværende statsminister Anders Fogh Rasmussen (2011); den sidstnævnte til den permanente samling på Det Nationalhistoriske Museum på Frederiksborg Slot.
Foruden portrætter har Kluge malet et gruppebillede af Det Danske Handelskammers ledende mænd (1995) i anledning af 100-året for P. S. Krøyers børsbillede.
Historiemaleriet Et kort ophold. Danske FN-tropper i Bosnien blev malet 1997–1998 efter en bestilling af den amerikanske ambassadør Edward Elson og skænket til Frederiksborgmuseet.
Omkring 2010 fik han en bestillingsopgave til altertavlen i Store Magleby Kirke.
I portrætterne benytter Kluge sig af af dramatisk lyssætning sikkert inspireret af Caravaggio.
Traditionen fra pittura metafisica og kunstnere som Edward Hopper, Odd Nerdrum og Eric Fischl har haft betydning for Kluge, 
og hans billeder er sammenlignet med den fotorealistiske tradition hos Niels Strøbek og Jørgen Boberg.
Kluge bruger fotografi som skitse.
Kluge har stået i modsætning til "moderne" kunst og visse af hans billeder er ironiske kommentarer til denne kunst.
Torben Weirup har udgivet monografien Under baretten om Thomas Kluge.

## Ekstern henvisning
- Thomas Kluge på Kunstindeks Danmark/Weilbachs Kunstnerleksikon
- The fuss about Danish artist Thomas Kluge Arkiveret 25. november 2013 hos  Wayback Machine, xamou-art.co.uk